# Red Sonja
Red Sonja (en castellano: Sonia Roja) es una superheroína ficticia del género de espada y brujería, creada por el guionista Roy Thomas y el dibujante Barry Windsor-Smith para Marvel Comics en 1973. Está basada parcialmente en dos personajes del escritor Robert E. Howard: Red Sonya de Rogatino, protagonista del relato La sombra del buitre (1934), y Dark Agnes de Chastillon.
Desde 2005, la serie ha sido publicada por Dynamite Entertainment. En el número 34 de esta etapa, la Sonja original es asesinada y sustituida por una reencarnación. La serie fue relanzada en 2013 por la guionista Gail Simone, quien reescribió los orígenes del personaje a través de una narrativa en forma de flashback. En 2017, Amy Chu asumió el guion de la colección.
Red Sonja ha protagonizado numerosas historietas, tanto en solitario como junto a Conan el Bárbaro, además de participar en varios cruces editoriales con personajes del Universo Marvel. En la década de 1980 se publicó una serie de novelas escritas por David C. Smith y Richard L. Tierney, y en 1985 se estrenó una película homónima protagonizada por Brigitte Nielsen. El personaje también ha contado con adaptaciones televisivas y apariciones animadas.
Red Sonja es célebre por su característica armadura de bikini, una vestimenta de armadura de escamas que cubre únicamente el pecho, la entrepierna y los hombros, siendo tanto un símbolo icónico del personaje como objeto de crítica por su funcionalidad.

## Historial de publicaciones

### Marvel Comics (1973–1986)
Red Sonja fue creada por el guionista estadounidense Roy Thomas y el dibujante inglés Barry Windsor-Smith para Marvel Comics en 1973. El personaje está parcialmente inspirado en Red Sonya de Rogatino, una espadachina del relato La sombra del buitre (1934) de Robert E. Howard, así como en otro personaje femenino del autor, Dark Agnes de Chastillon.
Red Sonja debutó en Conan the Barbarian n.º 23 (febrero de 1973). Para integrarla en la continuidad de Conan el Bárbaro, Thomas modificó el trasfondo del personaje, trasladándolo del siglo XVI, época original de Red Sonya, a la Era Hiboria, también creación de Howard.
En 1975, Marvel publicó una serie protagonizada por Red Sonja, precedida por su participación como personaje principal en siete números de la colección Marvel Feature. La historia de origen del personaje fue narrada por primera vez en "El día de la espada", aparecida en Kull and the Barbarians n.º 3 (1975), escrita por Roy Thomas y Doug Moench, e ilustrada por Howard Chaykin. Esta historia fue redibujada posteriormente por Dick Giordano y Terry Austin en The Savage Sword of Conan n.º 78 (julio de 1982).

### Dynamite Entertainment (2005–presente)
Dynamite Entertainment comenzó a publicar nuevas historias del personaje en 2005, con una nueva continuidad independiente de la versión de Marvel. En el número 34 de esta serie, la Red Sonja original muere, y una mujer descrita como su reencarnación asume su identidad a partir del número 35.

## Biografía ficticia
Red Sonja nació en una pequeña aldea de Hirkania. Era hija de Ivor, un exsoldado convertido en agricultor, y vivía junto a sus padres y dos hermanos. Desde temprana edad, Sonja mostraba interés por el combate, entrenando en secreto con la espada mientras sus hermanos recibían instrucción formal. A pesar de cumplir con sus deberes domésticos, se esperaba que siguiera el destino habitual de una campesina hirkania: casarse y formar una familia.
Sin embargo, su vida cambió de forma trágica antes de cumplir los dieciocho años, cuando un grupo de soldados mercenarios saqueó su aldea, asesinó a su familia y abusó sexualmente de ella. Sobrevivió al ataque y, tras escapar a duras penas, se desplomó en el bosque cercano.
Allí tuvo una visión mística: una figura andrógina, de belleza sobrehumana y envuelta en una luz azul, apareció ante ella. Portando una espada, esta entidad le ofreció el don del poder guerrero con una única condición: nunca se entregaría a ningún hombre salvo que este la venciera en combate justo. Sonja aceptó, y la figura desapareció al tocarla con la espada.
Desde entonces, Red Sonja se convirtió en una espadachina errante, conocida como «la Diablesa pelirroja de las Estepas Hirkanias». Su reputación llegó hasta la ciudad-estado de Pah-Dishah, donde el rey Ghaniff la contrató para robar una valiosa tiara con forma de serpiente de la ciudad rival de Makkalet. En esta misión conoció a Conan de Cimmeria, a quien engañó para que la ayudara en plena Guerra del Tarim Viviente. Tras robar la tiara, rechazó sus avances y huyó con el botín.
De regreso en Pah-Dishah, el rey Ghaniff intentó hacerla su concubina, alegando que él era el «tesoro prometido». Sonja se rebeló, lo mató y huyó de la ciudad con un precio por su cabeza. Llegó a la Ciudad de los Ladrones de Zamora, donde volvió a encontrarse con Conan. Juntos enfrentaron a un hechicero no-muerto, una banda de cazadores de recompensas y una pareja de vampiros, antes de que Sonja volviera a separarse de él, reafirmando su independencia.
A partir de entonces, su vida se convirtió en una serie de aventuras por diversas regiones de la Era Hiboria, desde el Bosque Negro de Nemedia hasta Corinthia y Argos. En esta última, coincidió con Conan y su consorte, Bêlit, Reina de la Costa Negra, y juntos se enfrentaron a intrigas de los sacerdotes Karanthes y Thot-Amon. Gracias a la hechicería de este último, compartieron incluso una aventura con el rey Kull de Valusia.
Posteriormente, en los Reinos Occidentales, entabló amistad con Mikal de Argos, un trotamundos destinado a ocupar el trono de Zotoz. Más tarde conoció a Suumaro, un príncipe exiliado de Skranos, a quien ayudó a recuperar su trono, aunque lo abandonó con tristeza para mantenerse fiel a su voto de castidad combativa.
En Shem, tras la muerte de Bêlit, compartió una última aventura con Conan, antes de regresar brevemente a Hirkania. Allí visitó las ruinas de su aldea natal y viajó a unas montañas del sur, donde encontró un pueblo de pelirrojos que veneraba a la Diosa Roja, figura idéntica a la que se le apareció tras su trauma. La sacerdotisa Zora le reveló que era parte de ese pueblo y que su visión había sido un despertar de sus habilidades latentes. Sonja nunca supo si esta historia era cierta. Finalmente, el conflicto entre el pueblo de la Diosa Roja y sus rivales, los Drommach, acabó con la destrucción de ambos. Junto a Zora, partió al puerto de Khorusun, donde fueron contratadas como guardaespaldas por el noble aquilonio Daquius y su hija Merina, futura Valeria de la Hermandad Roja. Zora murió durante el viaje por el Mar Interior.
De vuelta a Nemedia, Sonja se alió con el aventurero Galón y el hechicero Achmal, continuando su camino. Años después, volvió a encontrar a Conan, ya rey de Aquilonia. Lo engañó una vez más para conseguir su ayuda, solo para dejarlo atrás y seguir su marcha solitaria hacia la leyenda.

## Diferencias con el personaje original de Howard
La versión de Red Sonja desarrollada por Roy Thomas para Marvel Comics difiere considerablemente del personaje original de Robert E. Howard, Red Sonya de Rogatino. Además del cambio en la ortografía del nombre, Thomas transformó a una heroína del siglo XVI —armada con espada y pistola, y enmarcada en un contexto histórico ficticio— en una guerrera bárbara coetánea de Conan el Bárbaro, trasladándola a la Era Hiboria y dotándola exclusivamente de una espada.
Inicialmente, Red Sonja fue dibujada por Barry Windsor-Smith en los números 23 y 24 de Conan the Barbarian (1973), en los que aparecía con un atuendo relativamente conservador, alejado de la imagen sexualizada que más tarde la haría célebre. Su físico era atlético, pero no hipersexualizado, y su vestimenta respondía a los cánones habituales del cómic de espada y brujería de la época.
El famoso bikini de cota de malla que se convertiría en su atuendo icónico fue introducido poco después gracias al dibujante español Esteban Maroto. Mientras Thomas editaba la revista The Savage Sword of Conan, Maroto le envió una ilustración rediseñando el personaje con una armadura minimalista de metal plateado, similar a la que ya había utilizado en otras heroínas de su obra. Este diseño causó impacto y fue adoptado en futuras publicaciones. La imagen fue posteriormente popularizada a través de ilustraciones de artistas como Boris Vallejo, consolidando la estética visual de Red Sonja en el imaginario colectivo.
En la introducción del volumen 1 de Red Sonja Adventures (Dynamite Entertainment), Roy Thomas reconoce que fue esa ilustración de Maroto la que marcó el rumbo visual del personaje, dando pie a una iconografía que, aunque alejada del espíritu de Howard, resultó duradera y distintiva en el mundo del cómic.

## En otros medios

### Televisión
Angelica Bridges interpretó a Red Sonja en el episodio homónimo de la serie de televisión Conan the Adventurer, emitida entre 1997 y 1998. En 1999 se planeó una nueva serie televisiva protagonizada por la luchadora Sable, aunque el proyecto finalmente no se concretó.

### Cine
Una adaptación cinematográfica del personaje fue estrenada en 1985 bajo el título Red Sonja, dirigida por Richard Fleischer. La protagonista fue interpretada por Brigitte Nielsen, acompañada por Arnold Schwarzenegger en el papel de Kalidor, personaje creado para la película. La trama difiere en varios aspectos del cómic original: en lugar de ser atacada por mercenarios desconocidos, Sonja se enfrenta a la reina Gedren, quien, tras ser rechazada por la protagonista, ordena asesinar a su familia y violarla. Además, la película introduce personajes inéditos como un maestro oriental que no figura en el material original de Marvel.
En la película española El corazón del guerrero (2000), la actriz Neus Asensi interpreta una versión inspirada en Red Sonja durante las secuencias de fantasía del protagonista.
En 2016, se lanzó una adaptación animada titulada Red Sonja: Queen of Plagues, basada en la serie homónima de Dynamite Entertainment.